# Dudcenkî, Bilopillea
Dudcenkî (în ucraineană Дудченки) este un sat în comuna Voronivka din raionul Bilopillea, regiunea Sumî, Ucraina.

## Demografie
Componența lingvistică a localității Dudcenkî
     Ucraineană (100%)
Conform recensământului din 2001, toată populația localității Dudcenkî era vorbitoare de ucraineană (100%).